# Amați, Satu Mare
Amați este un sat în comuna Păulești din județul Satu Mare, Transilvania, România. Este localizată pe hartă la 47° 45' Nord, 22° 55' Est. Este situat pe DJ193A.

 Acest articol despre o localitate din județul Satu Mare este deocamdată un ciot. Puteți ajuta Wikipedia prin completarea lui.